# Want Two
A 2004-es Want Two Rufus Wainwright negyedik nagylemeze. Wainwright a lemezt a Want One sötétebb testvéreként jellemezte. A lemez dalai, elődjétől eltérően a külső világra koncentrálnak. Az album szerepel az 1001 lemez, amit hallanod kell, mielőtt meghalsz című könyvben.

## Az album dalai
|     | Cím                 | Szerző(k)        | Hossz |
| --- | ------------------- | ---------------- | ----- |
| 1.  | Agnus Dei           | Rufus Wainwright | 5:45  |
| 2.  | The One You Love    | Wainwright       | 3:44  |
| 3.  | Peach Trees         | Wainwright       | 5:59  |
| 4.  | Little Sister       | Wainwright       | 3:22  |
| 5.  | The Art Teacher     | Wainwright       | 3:51  |
| 6.  | Hometown Waltz      | Wainwright       | 2:33  |
| 7.  | This Love Affair    | Wainwright       | 3:13  |
| 8.  | Gay Messiah         | Wainwright       | 3:14  |
| 9.  | Memphis Skyline     | Wainwright       | 4:51  |
| 10. | Waiting for a Dream | Wainwright       | 4:14  |
| 11. | Crumb by Crumb      | Wainwright       | 4:13  |
| 12. | Old Whore's Diet    | Wainwright       | 9:09  |

## Közreműködők
- Rufus Wainwright – ének (1–12), zongora (1–7, 9, 10), vokál (2, 3, 8, 11), akusztikus gitár (2, 3, 8, 11), billentyűk (11), zenekar hangszerelése (1, 4, 7, 9–11)
- Sophie Solomon – hegedű (1)
- Pit Hermans – cimbalom (1)
- Marius de Vries – billentyűk (1, 10, 11), vibrafon (3, 9), programozás (2–4, 8, 9–11), zenekar hangszerelése (1, 4, 7, 9–11)
- Isobel Griffiths – zenekar vezénylése (1, 4, 9, 11), fúvósok vezénylése (5, 10)
- Gavyn Wright – zenekarvezető (1, 4, 9, 11)
- Martha Wainwright – vokál (2, 3, 6, 8, 12), hegedű (6)
- Gerry Leonard – elektromos gitár (2, 3), gitár (9)
- Charlie Sexton – elektromos gitár (2, 3)
- Jeff Hill – basszusgitár (2, 3, 8-12), vokál (12)
- Levon Helm – dob (2)
- Roberto Rodriguez – ütőhangszerek (3)
- Sterling Campbell – dob (3, 9)
- Matt Johnson – dob (3, 8)
- Kate McGarrigle – vokál (6), bendzsó (6)
- Anna McGarrigle – vokál (6), harmonika (6)
- Lily Lanken – vokál (6), lejátszó(6)
- Brad Albetta – basszusgitár (6)
- Maxim Moston – hegedű (7, 10, 12), koncertmaster (7, 10), zenekar hangszerelése (1, 4, 7, 9–11)
- Antoine Silverman – hegedű (7, 10)
- Joan Wasser – violin (7, 10), brácsa (12)
- Julianne Klopotic – hegedű (7, 10)
- Vivienne Kim – hegedű (7, 10)
- Fiona Murray – hegedű (7, 10)
- Cenovia Cummins – hegedű (7, 10)
- Christopher Cardona – hegedű (7, 10)
- Danielle Farina – brácsa (7, 10)
- Alison Gordon – brácsa (7, 10)
- Eric Hammelman – brácsa (7, 10)
- Kathryn Lockwood – brácsa (7, 10)
- Anja Wood – cselló (7, 10)
- Jane Scarpantoni – cselló (7, 10)
- Julia Kent – cselló (7, 10, 12)
- Carlo Pellettieri – cselló (7, 10)
- Troy Rinker Jr – basszusgitár (7, 10)
- Alexandra Knoll – oboa (7)
- David Sapadin – klarinét (7)
- Daniel Shelly – fagott(7)
- Teddy Thompson – vokál (8, 12)
- Jenni Muldaur – vokál (8)
- Suzzy Roche – vokál (8)
- Leona Naess – vokál (11)
- David Theodore – oboa (11)
- Rob Burger – Hammond orgona (11)
- Gina Gershon – dorong (11)
- Antony – ének (12)
- Julianna Raye – vokál (12)
- Roger Greenawalt – ukulele (12), bendzsó (12)
- Steven Wolf – djembe (12), csörgődob (12), programozás (12)
- Alexis Smith – programozás (2–4, 8–11)
- Van Dyke Parks – zenekar hangszerelése (1, 4, 7, 9–11)
- Jack McKeever – hangmérnök

## Fordítás
Ez a szócikk részben vagy egészben a Want Two című angol Wikipédia-szócikk ezen változatának fordításán alapul.  Az eredeti cikk szerkesztőit annak laptörténete sorolja fel. Ez a jelzés csupán a megfogalmazás eredetét és a szerzői jogokat jelzi, nem szolgál a cikkben szereplő információk forrásmegjelöléseként.